# شون لونش
شون لونش (بالإنجليزية: Seán Lynch)‏ هو سياسي بريطاني، ولد في 11 يناير 1954 في المملكة المتحدة. حزبياً، نشط في شين فين. في انتخابات الجمعية التشريعية لأيرلندا الشمالية، 2011 ‏، انتخب عضو الجمعية التشريعية الرابعة لأيرلندا الشمالية ‏ عن دائرة فيرماناغ وتيرون الجنوبية ‏ وقد انضم خلال فترته النيابية ‏ (6 مايو 2011 – 24 مارس 2016)  للكتلة البرلمانية شين فين وفي 2016 Northern Ireland Assembly election ‏، انتخب Member of the 5th Northern Ireland Assembly ‏ عن دائرة فيرماناغ وتيرون الجنوبية ‏ وقد انضم خلال فترته النيابية ‏ (7 مايو 2016 – 26 يناير 2017)  للكتلة البرلمانية شين فين وفي انتخابات جمعية أيرلندا الشمالية 2017 ‏، انتخب Member of the 6th Northern Ireland Assembly ‏ عن دائرة فيرماناغ وتيرون الجنوبية ‏ وقد انضم خلال فترته النيابية ‏ (3 مارس 2017 – )  للكتلة البرلمانية شين فين.